# Koleje górskie w Indiach

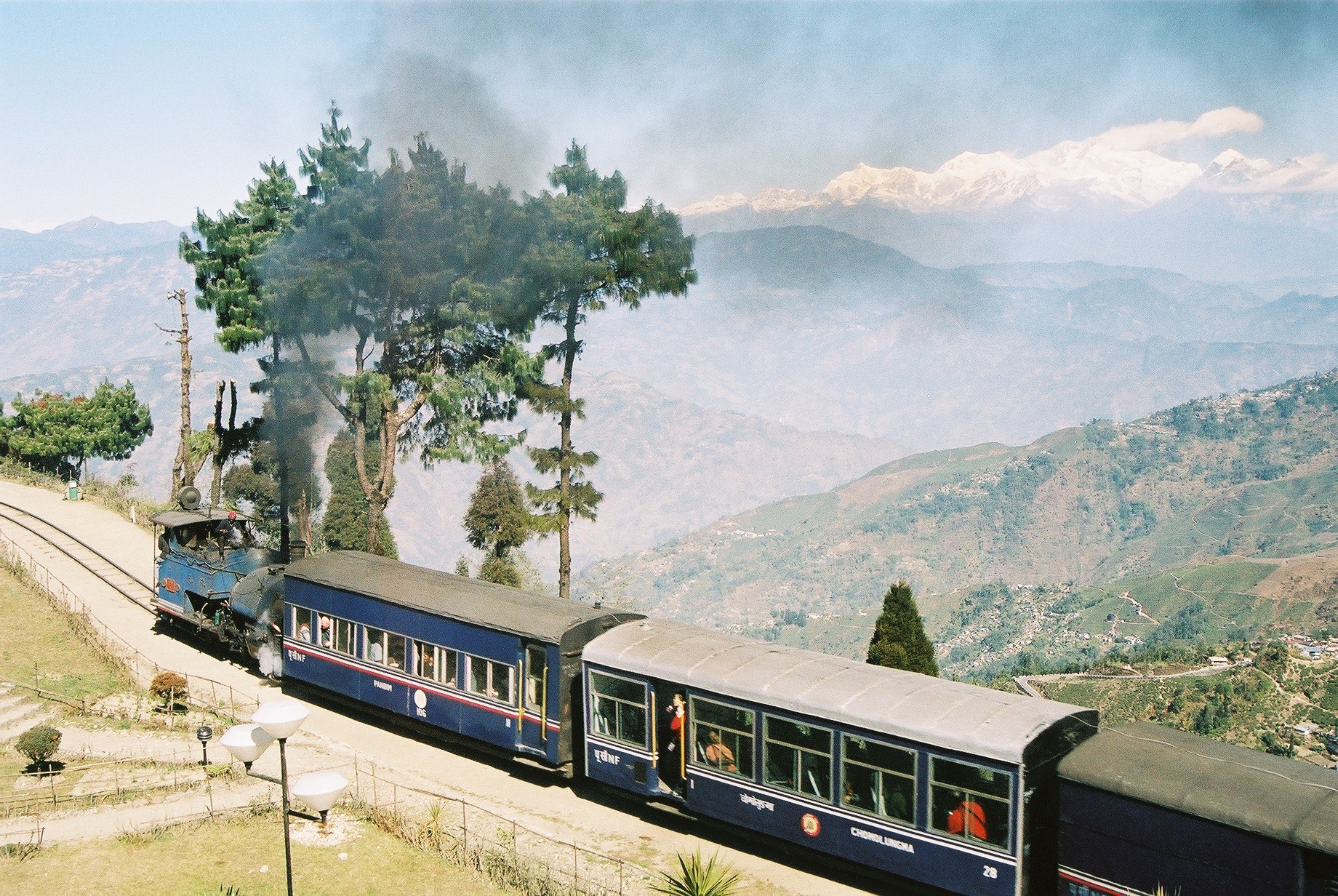
Himalajska Kolej Dardżylińska

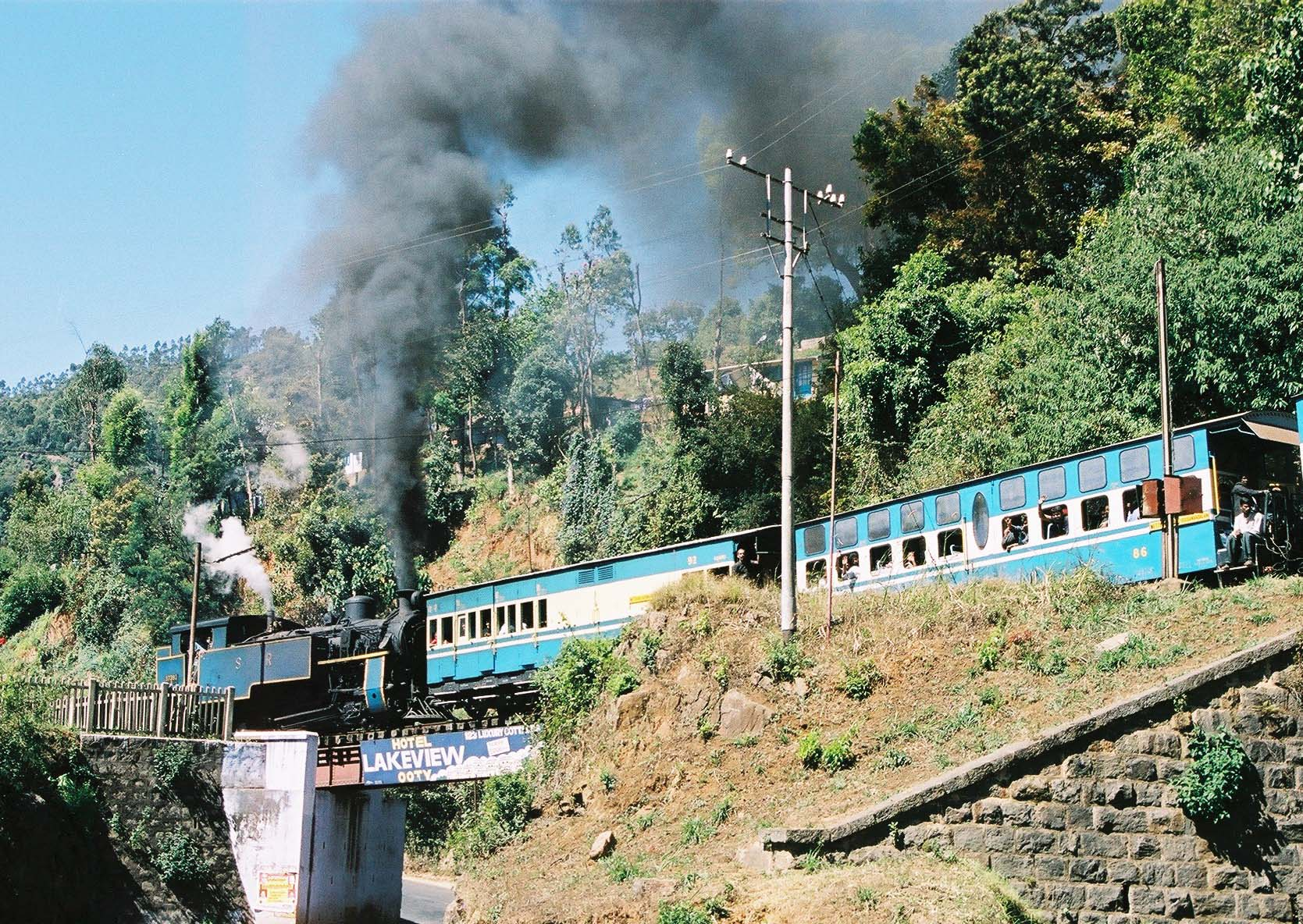
Linia kolejowa Nilgiri Mountain

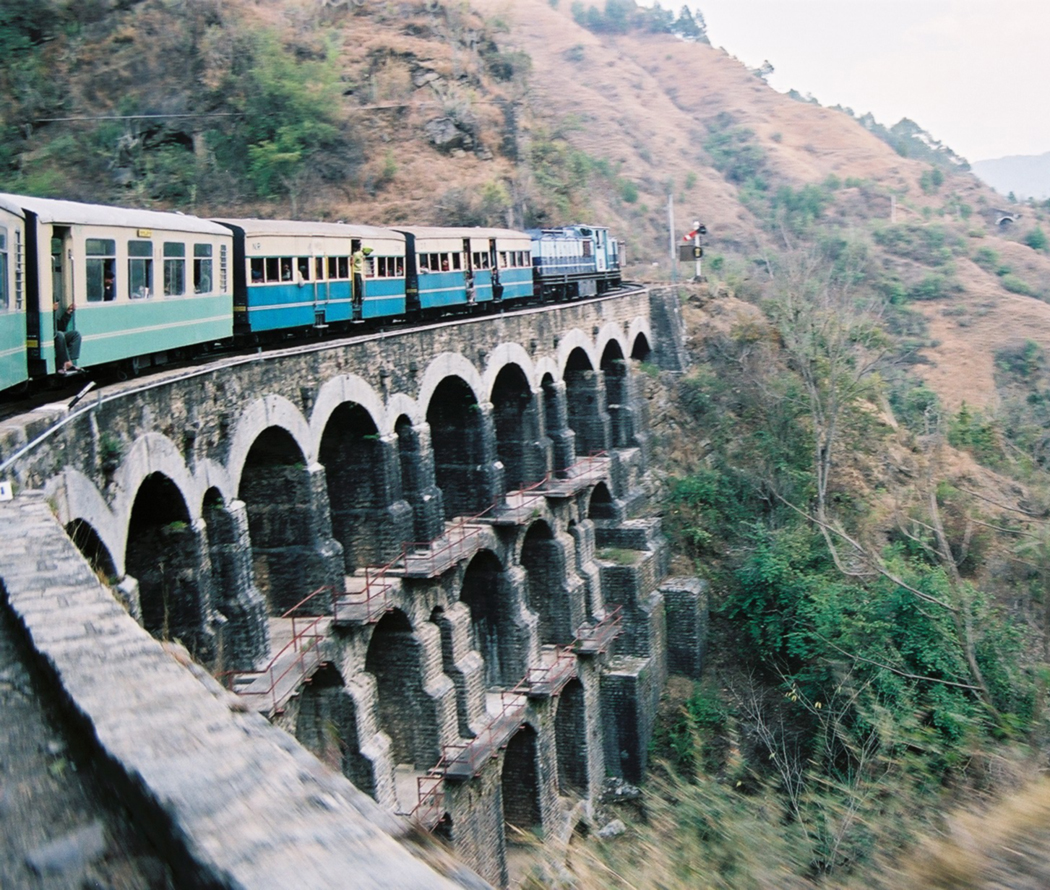
Pociąg na trasie Kalka-Shimla

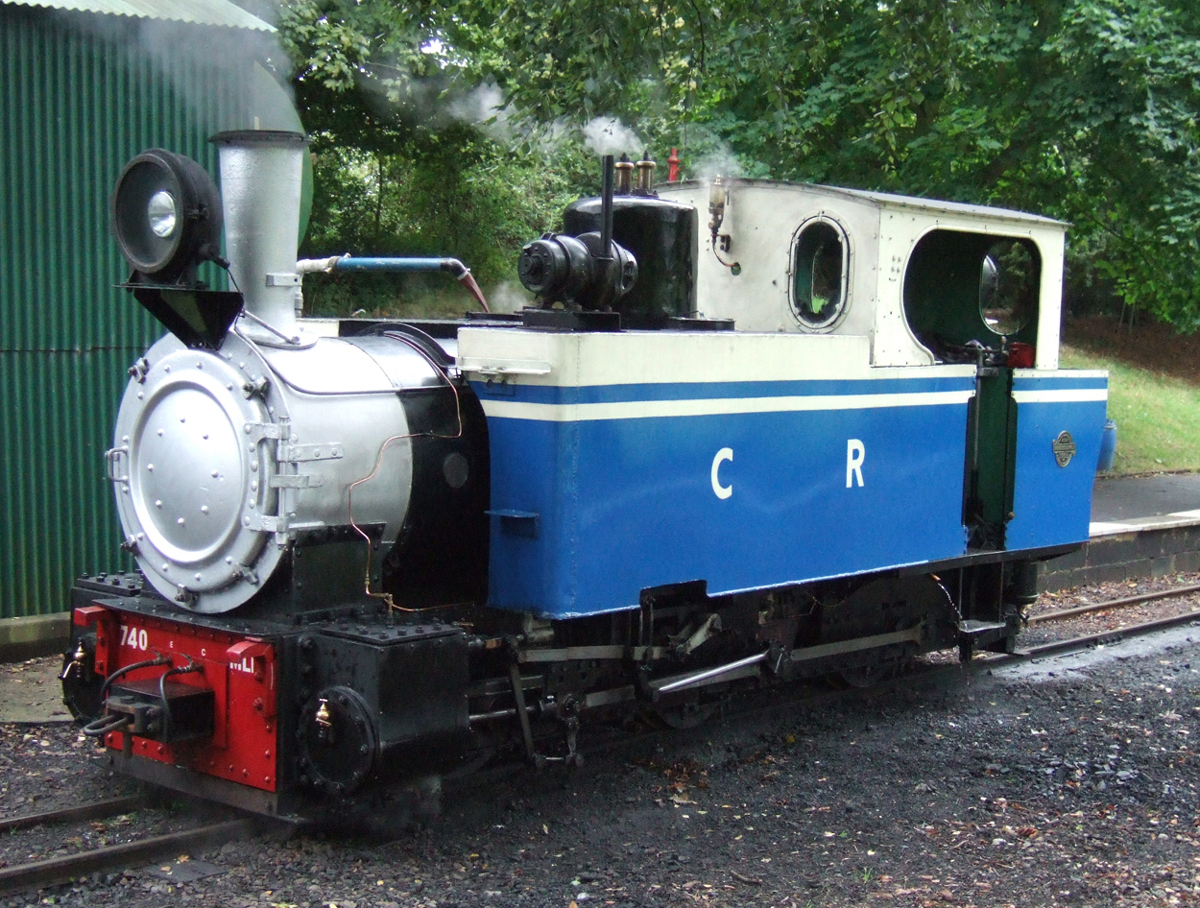
Lokomotywa obsługująca linię kolejową Matheran Hill – obecnie przechowywana w Wielkiej Brytanii

Koleje górskie w Indiach – linie kolejowe na górskich terenach Indii, zbudowane na przełomie XIX i XX wieku w ramach rozbudowy sieci kolejowej przez Brytyjczyków.
Do dziś działają cztery z nich:
- Kolej Himalajska Dardżyling
- Kolej Nilgiri Mountain
- Kolej Kalka – Shimla
- Kolej Matheran Hill

Ze względu na znaczną wartość historyczną i kulturową trzy z tych linii: Himalajska Kolej Dardżylińska (1999), Kolej w Górach Nilgiri (2005) oraz Kolej Kalka – Shimla (2008) zostały wpisane na listę światowego dziedzictwa UNESCO. Linie kolejowe, będące w momencie powstania innowacjami, są obecnie atrakcjami turystycznymi (szczególnie koleje położone na terenie Himalajów – Himalajska Kolej Dardżylińska i Kolej Kalka – Shimla).

## Himalajska Kolej Dardżylińska
Kolej wąskotorowa (prześwit 610 mm – 2 stopy) łącząca miasta Siliguri i Dardżyling w Himalajach w stanie Bengal Zachodni w północno-wschodnich Indiach. Ze względu na miniaturowe rozmiary zwana czasem Pociągiem-Zabawką (ang. Toy Train). Długość linii wynosi 86 kilometrów. Trasa rozpoczyna się na wysokości około 100 m n.p.m. a kończy się na wysokości 2200 m n.p.m.
Linia kolejowa pomiędzy Kalkutą a Siliguri leżącym u podnóży Himalajów powstała w 1878. Projekt przedłużenia linii do Dardżylingu został przyjęty w 1879, a linia została otwarta w 1881. W późniejszym okresie trasa była kilkukrotnie przebudowywana, głównie ze względu na konieczność zmniejszenia nachylania podjazdów. W 1964 linia została przedłużona na południe, do miejscowości New Jalpaiguri, w celu połączenia z nowo budowaną linią kolejową do stanu Asam.
W 1999 r. Linia Himalajska Dardżyling została wpisana na listę światowego dziedzictwa UNESCO.

## Kolej Nilgiri Mountain
Linia kolejowa Nilgiri Mountain (ang. Nilgiri Mountain Railway – NMR) znajduje się w stanie Tamilnadu w południowych Indiach i łączy miejscowości Mettupalayam i Utakamand. Trasa rozpoczyna się na wysokości 326 m n.p.m. a kończy na wysokości 2203 m n.p.m. Długość linii wynosi 48 kilometrów, na trasie znajduje się 16 tuneli i 250 mostów. Jest to jedyna działająca kolej zębata w Indiach.
Budowa NMR była proponowana już w 1854 r., jednak ze względu na problemy techniczne prace rozpoczęły się dopiero w 1891 i zostały zakończone w 1908. Pociągi na trasie kursują do dzisiaj (przejazd trwa obecnie około 290 minut w górę i 215 minut w dół).
W 2005 r. NMR została wpisana na listę światowego dziedzictwa UNESCO (rozszerzenie wpisu z 1999 dotyczącego Kolei Himalajskiej Dardżyling).

## Kolej Himalajska Kalka – Shimla
Wąskotorowa linia kolejowa (prześwit 762 mm – 2 stopy i 6 cali) położona w Himalajach w północno-zachodnich Indiach, w stanach Hariana i Himachal Pradesh.
Budowa linii kolejowej związana jest z pozycją, jaką pełniła Shimla w czasie rządów Brytyjczyków w Indiach. Ze względu na położenie na znacznej wysokości i chłodniejszy klimat, a także stosunkowo niewielką odległość od Delhi, wielu Brytyjczyków decydowało się na spędzanie gorącej pory roku właśnie w Shimli, a od 1864 Shimla odgrywała rolę letniej stolicy Indii. W 1898 rozpoczęto budowę linii kolejowej mającej połączyć Shimlę z systemem kolejowym Indii. Linia została otworzona w 1903 r.
Linia kolejowa Kalka – Shimla ma długość 97 kilometrów. Jej bieg rozpoczyna się w miejscowości Kalka na wysokości 656 m n.p.m., a kończy się w Shimli na wysokości 2076 m n.p.m. Trasa przebiega przez ponad 100 tuneli (najdłuższy – około 1150 m) i 864 mosty.

## Kolej Matheran Hill
Wąskotorowa linia kolejowa (prześwit 610 mm – 2 stopy) o długości około 20 kilometrów, położona w stanie Maharasztra w zachodnich Indiach, około 90 kilometrów od Mumbaju, wybudowana w latach 1901–1906. Linia łączy miejscowość Neral z Matheranem położonym na zboczach Ghatów Zachodnich, na wysokości około 800 m n.p.m. Kursy kolei Matheran Hill były zawieszone po powodzi w 2005 r., ze względu na podmycie torów. Od kwietnia 2007 r. kolej ponownie funkcjonuje.